# Draheim

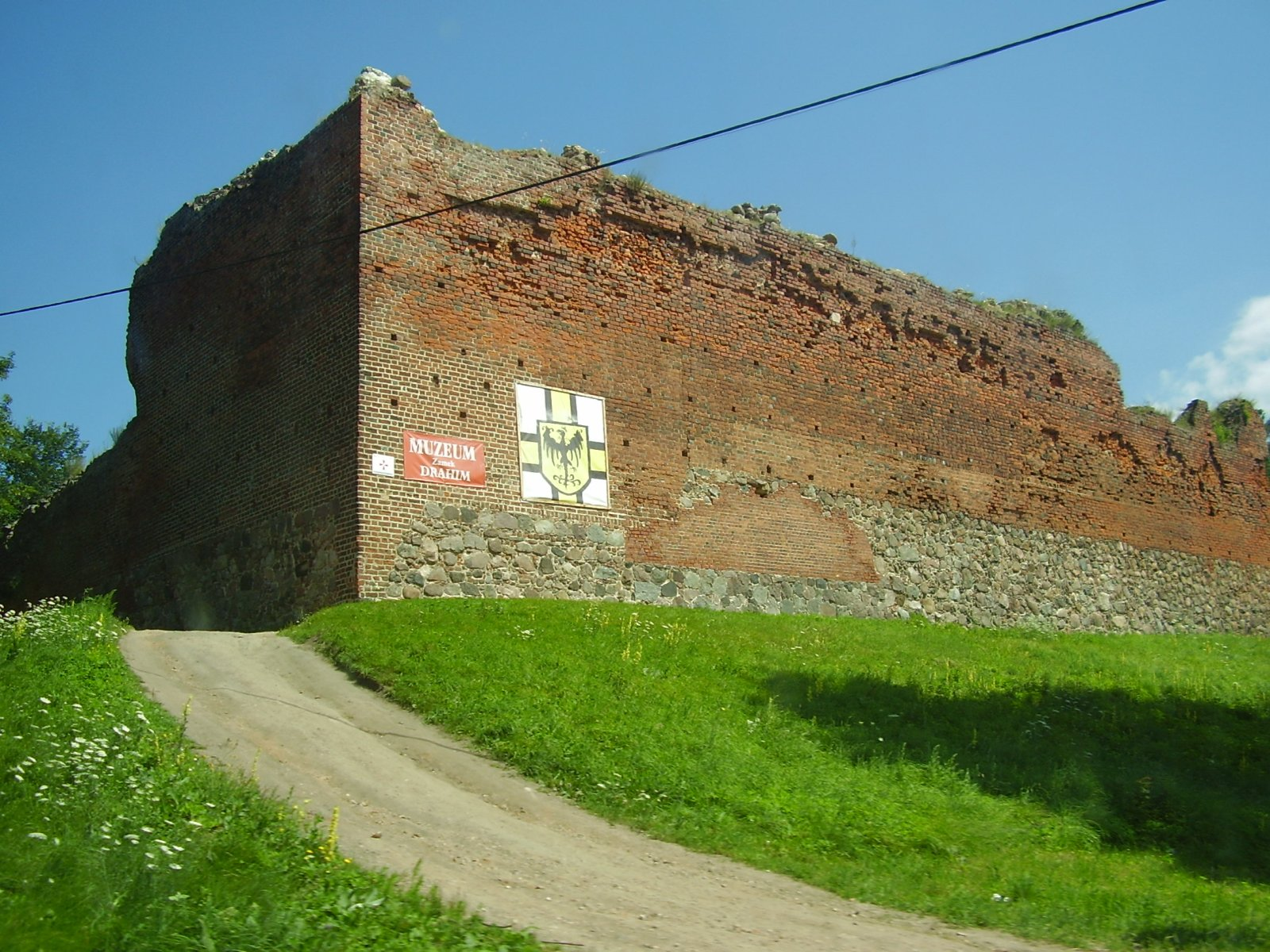
Castello di Drahim

Draheim (in tedesco Starostei Draheim) o Drahim (in polacco Starostwo Drahimskie)  è stato uno starostwo (territorio della corona) del Regno di Polonia dal XV secolo. Ceduto in pegno al Brandeburgo-Prussia nel 1657, fu direttamente incorporato nel Regno di Prussia nel 1772. Corrisponde all'attuale località di Stare Drawsko nel comune di Czaplinek, Polonia.